# Figurine

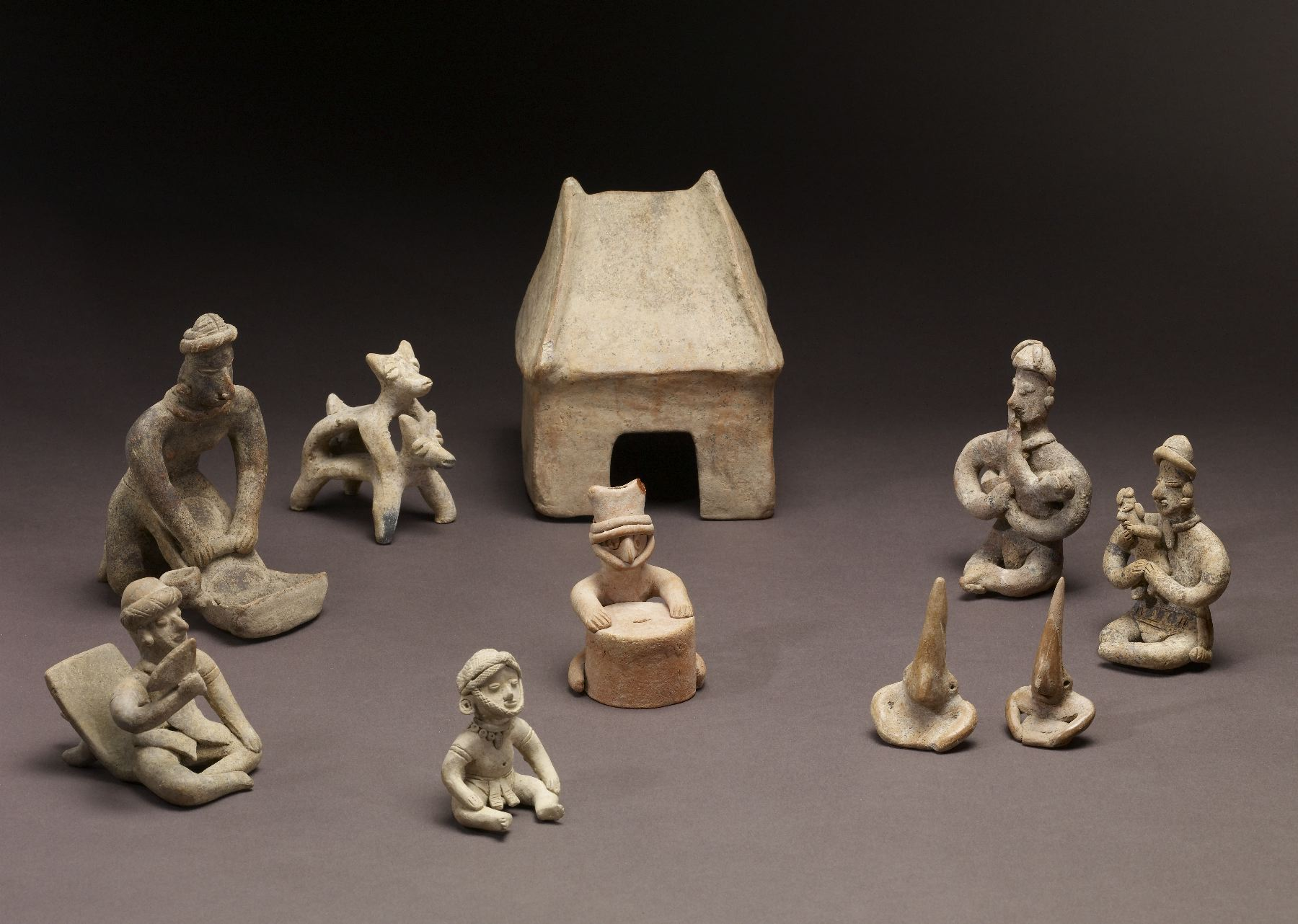
Figurines mésoaméricaines de Colima (-200 à 400), Walters Art Museum.

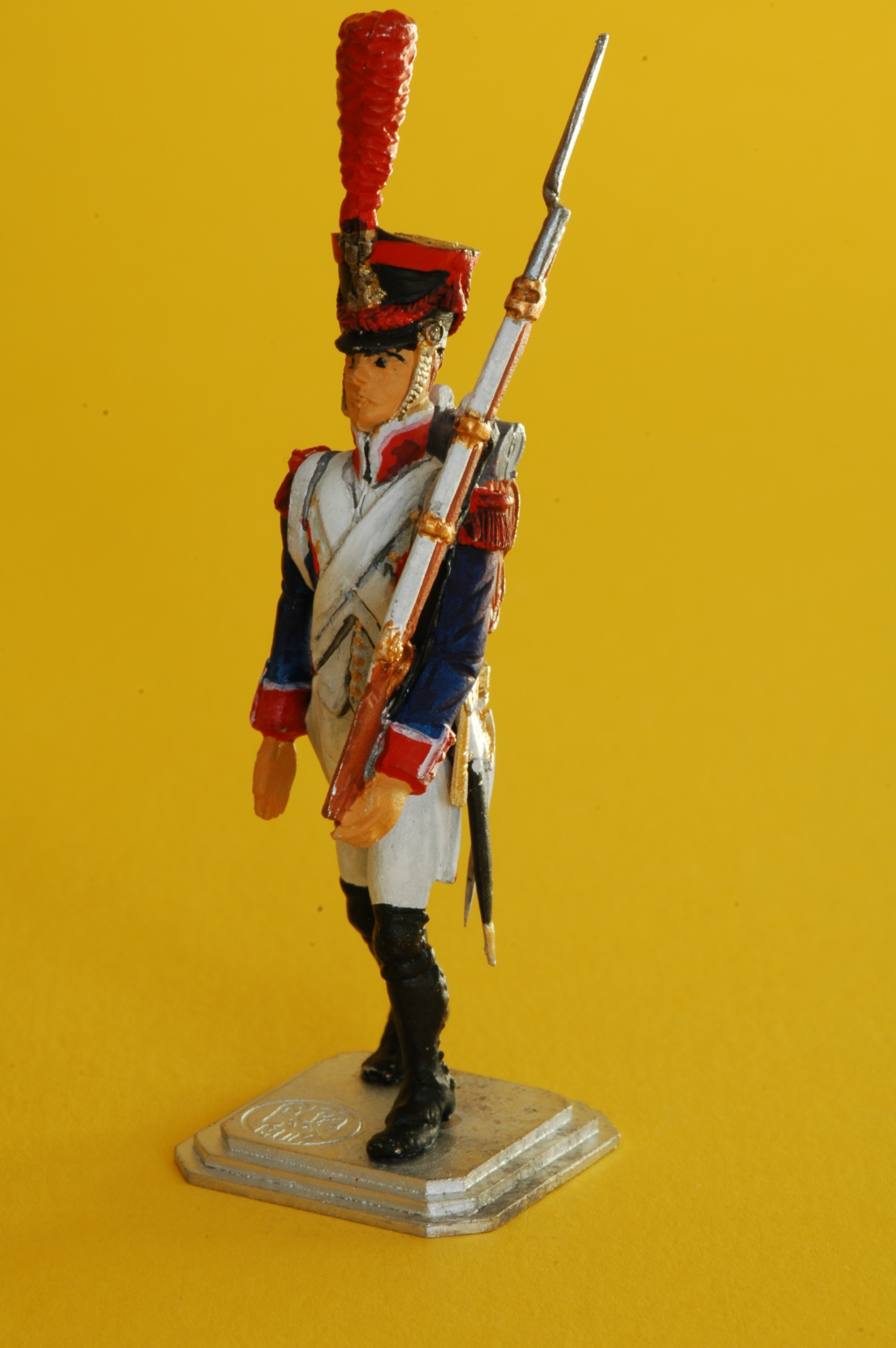
MDM Figurine historique : Infanterie de Ligne, Période napoléonienne - 54 mm, métal.

Une figurine est une statue de petite taille ou une représentation à l'échelle d'un sujet animalier, d'un être humain, d'une divinité ou même d'un personnage de fiction (héros de bande dessinée, personnage de film …).

## Figurines archéologiques

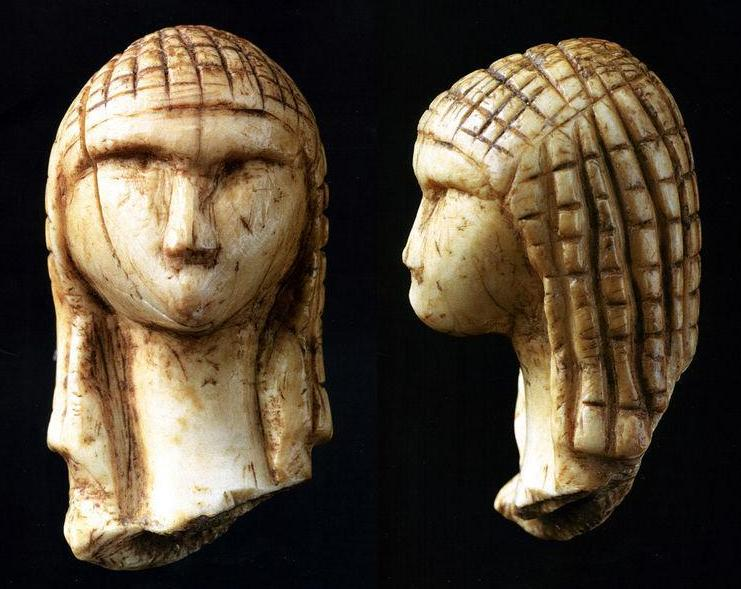
La Dame de Brassempouy.

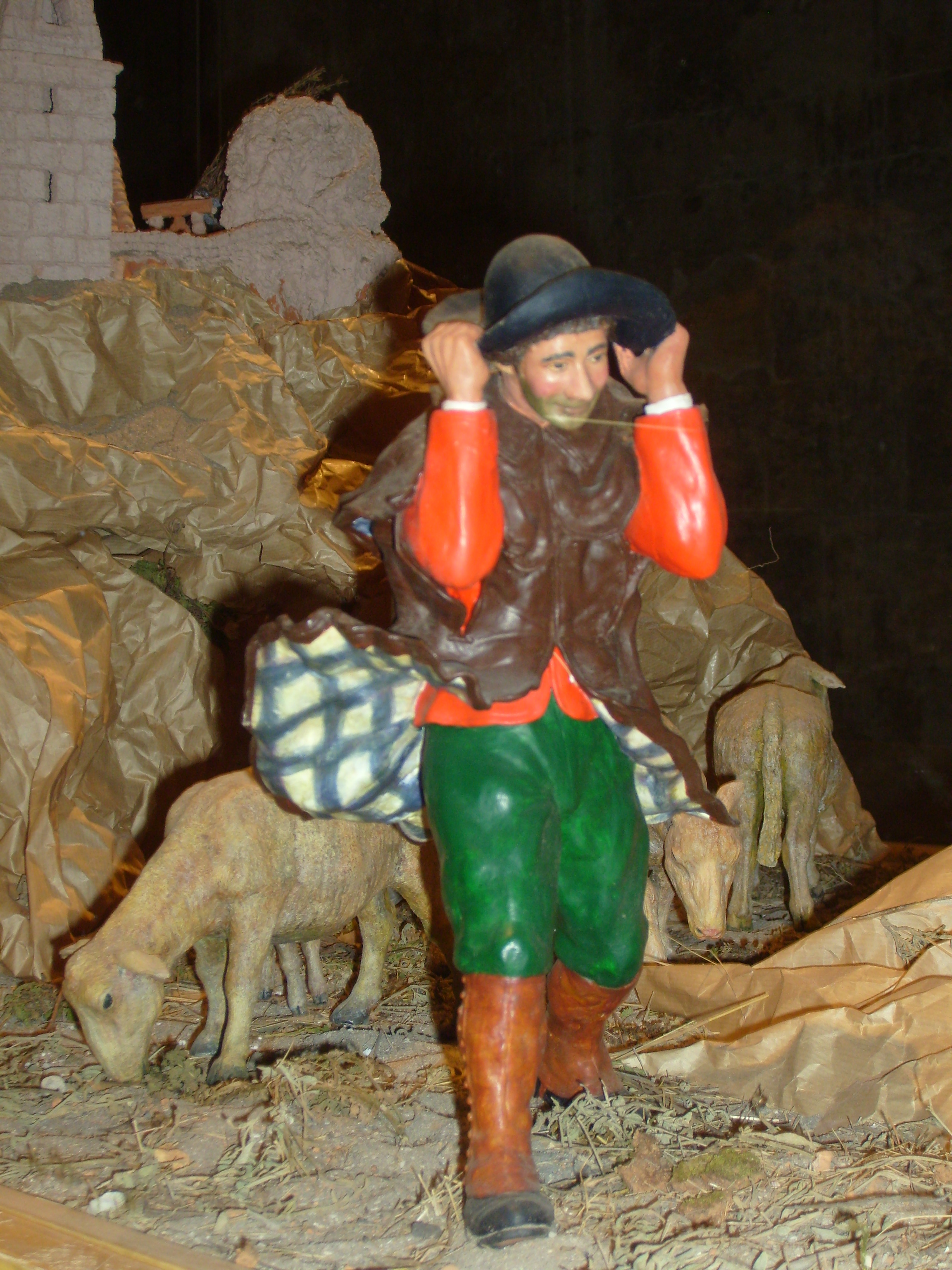
Type de santon provençal traditionnel

Des figurines zoomorphes (notamment des mammouths, rhinocéros, ours, félins, chevaux) ou anthropomorphes furent façonnées dès la Préhistoire (elles sont contemporaines de l’art pariétal avec lequel elles partagent les mêmes thèmes) à des fins encore inconnues (l'hypothèse de fonction religieuse ou magique est la plus souvent mentionnée). Les matériaux d'origine animale (os, corne), le bois, la pierre puis plus tard la terre cuite furent ainsi utilisés pour la réalisation de statuettes de divinités, d'ex-voto ou de gris-gris voire, à partir du Néolithique, de jouets pour les enfants ou de bibelots de décoration dans des sociétés où désormais, la sédentarisation, l'agriculture, l'élevage et le début de l'urbanisation assurent la subsistance et créent un certain confort de vie et même une certaine aisance. Certaines sont perforées à leur extrémité, évoquant une éventuelle suspension.
En Europe, les premières figurines apparaissent au Paléolithique supérieur - ce sont les « Vénus ». C'est au Néolithique que la production sera la plus importante, en particulier dans les Balkans pour la période comprise entre -6500 et -3500 av. J.-C. parmi les communautés d'agriculteurs pratiquant l'art de la céramique.

## Figurines traditionnelles
Parmi l'un des plus anciens sujets traités par la figurine, on peut citer les personnages et figures folkloriques, comme avec les figurines olmèques en Mésoamérique, les figurines du Jiangsu en Chine ou les santons, en France. Naples est également réputée pour ses productions artisanales de figurines au style assez proche de celui des santons provençaux.

## Figurines jouets
Les figurines jouets connaissent un essor important au XIXe siècle, notamment avec l’apparition des soldats de plomb. En France, la manufacture CBG Mignot, fondée en 1825, devient une référence dans la production de ces figurines miniatures, souvent utilisées comme jouets éducatifs.
Au XXe siècle, l’usage des figurines évolue avec l’industrialisation et l’apparition du plastique. Dans les années 1950, la marque française Starlux popularise les figurines en plastique injecté, rendant leur fabrication plus accessible et diversifiant les thèmes abordés : soldats, animaux, personnages historiques ou encore figures de contes populaires.
Les années 1970 marquent un tournant avec la démocratisation des figurines promotionnelles. Des marques alimentaires comme Ferrero, avec ses figurines Kinder Surprise apparues en 1974, participent à la création d’un marché du jouet à collectionner. De même, les enseignes de restauration rapide, à l’image de McDonald’s, incluent régulièrement des figurines dans leurs menus enfants, contribuant ainsi à leur diffusion massive.
L’essor des franchises cinématographiques et vidéoludiques dans les années 1990 et 2000 influence fortement l’industrie des figurines. Des fabricants comme Funko, Hot Toys ou Bandai développent des gammes de figurines inspirées de la pop culture, ciblant autant les jeunes consommateurs que les collectionneurs adultes.

Aujourd’hui, le marché des figurines de collection continue de se structurer autour de grands événements comme la Japan Expo en France, et bénéficie de l’essor des nouvelles technologies, notamment l’impression 3D, qui permet la fabrication de figurines personnalisées et en édition limitée.

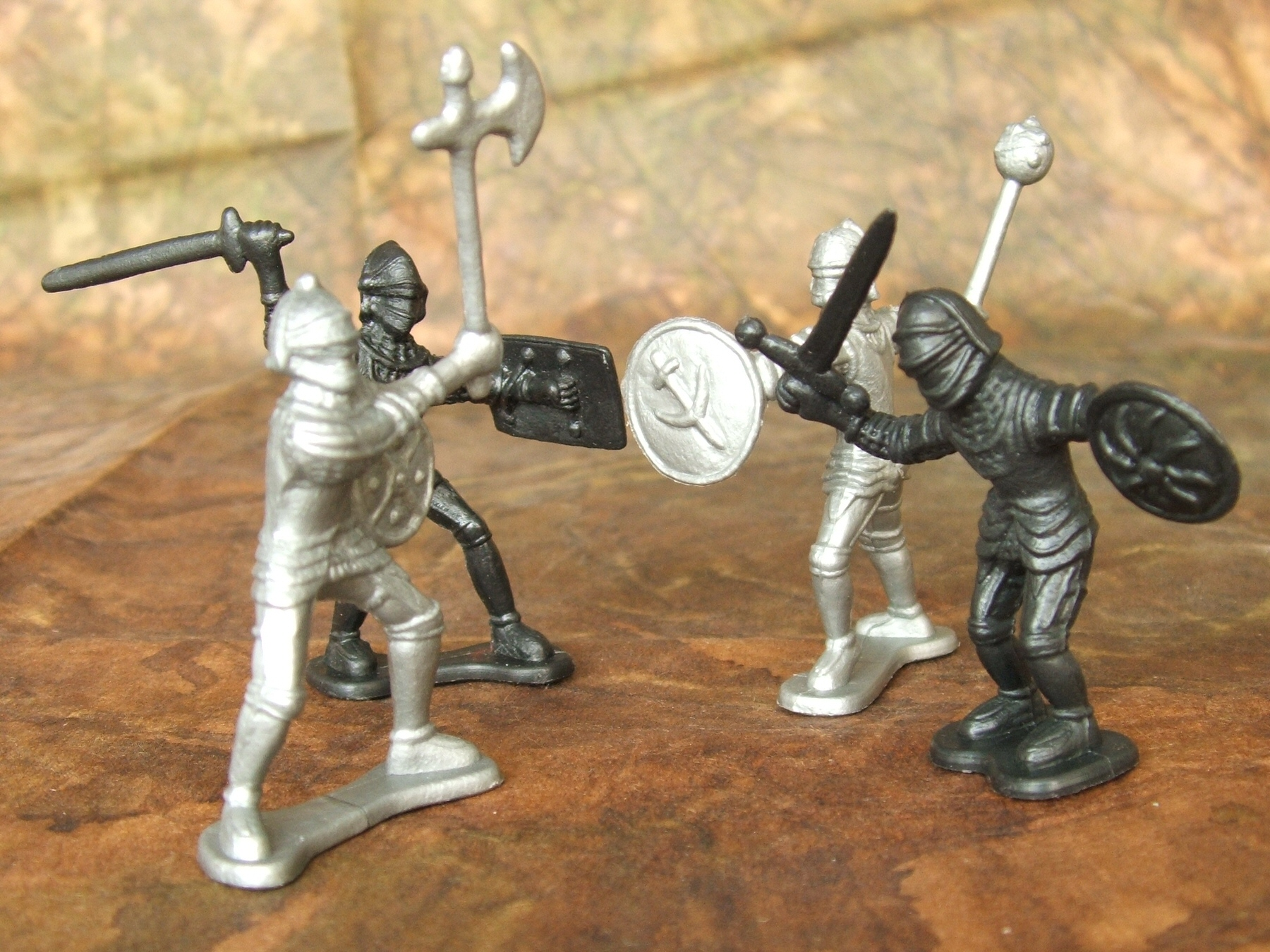
Soldats jouets

## Modélisme: figurines historiques, soldats miniatures, wargames
La figurine historique est le domaine de collection des figurinistes. Ce hobby ou fandom consiste en une représentation de faits ou de personnages historiques — le plus souvent à caractère militaire — et demande une bonne connaissance des uniformes (uniformologie à l'usage des figurinistes), car le but est de se rapprocher le plus possible de la réalité. Certains amateurs consacrent beaucoup de temps à lire des ouvrages d'histoire et même à effectuer des recherches (musées, archives, reconstitutions grandeur nature des plus célèbres batailles…) avant d'entreprendre l'assemblage et la peinture de leurs sujets. Il faut distinguer ces figurines historiques de collection des figurines militaires — jouets, descendantes et héritières de la tradition des « petits soldats de plomb » — même si celles-ci font également à leur tour elles-mêmes l'objet de collections (collectors) thématiques. Dans le domaine de la figurine historique, les uniformes de l'époque du Premier Empire et de la Seconde Guerre mondiale constituent des sujets très populaires. Ces collectionneurs se rassemblent en général au sein de sociétés ou clubs comme la Société belge de la figurine (SBF) ou la British Model Soldier Society (BMSS), la plus connue d'entre elles étant l'IPMS.

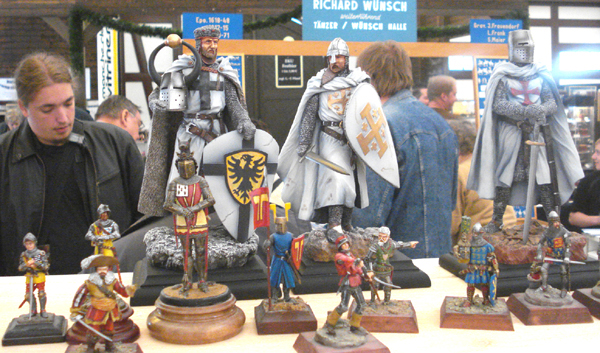

Les figurines sont également utilisées dans les wargames ou les jeux de rôle pour représenter les personnages du jeu, et leur situation dans son scénario. Ces figurines « jouables » sont souvent réalisées dans des matériaux qui permettent leur manipulation répétée au fil du développement de la partie (en métal (alliage à base de plomb et d'étain) parfois en plastique ou en résine), les nombreux passionnés consacrant beaucoup de temps à les peindre à la main pour ensuite couvrir cette peinture d'un vernis résistant aux manipulations dictées par les péripéties du scénario. Certains figurinistes sculptent eux-mêmes (création) leurs sujets ou modifient des figurines déjà existantes (transformation). Une fois le maître-modèle (pièce unique : master en anglais) d'une pièce originale créé, il est possible de réaliser des moules de façon artisanale ou industrielle au moyen de latex ou de caoutchouc silicone, puis de dupliquer le sujet en effectuant des tirages en métal ou en résine. Vient ensuite la phase d'assemblage des éléments si la figurine n'est pas monobloc (coulée d'une seule pièce) et de peinture (peinture à l'huile, peinture acrylique ou énamels) et enfin la séance photo, ou plus exactement la macrophotographie, avec ses particularités techniques.
Classiquement, on distingue les figurines par leur taille (ou échelle) et par leur « morphologie ».

### Taille (ou échelle) des figurines

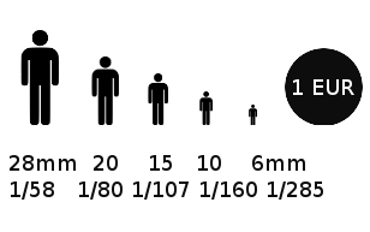
Échelle des figurines, de 6 à 28 mm

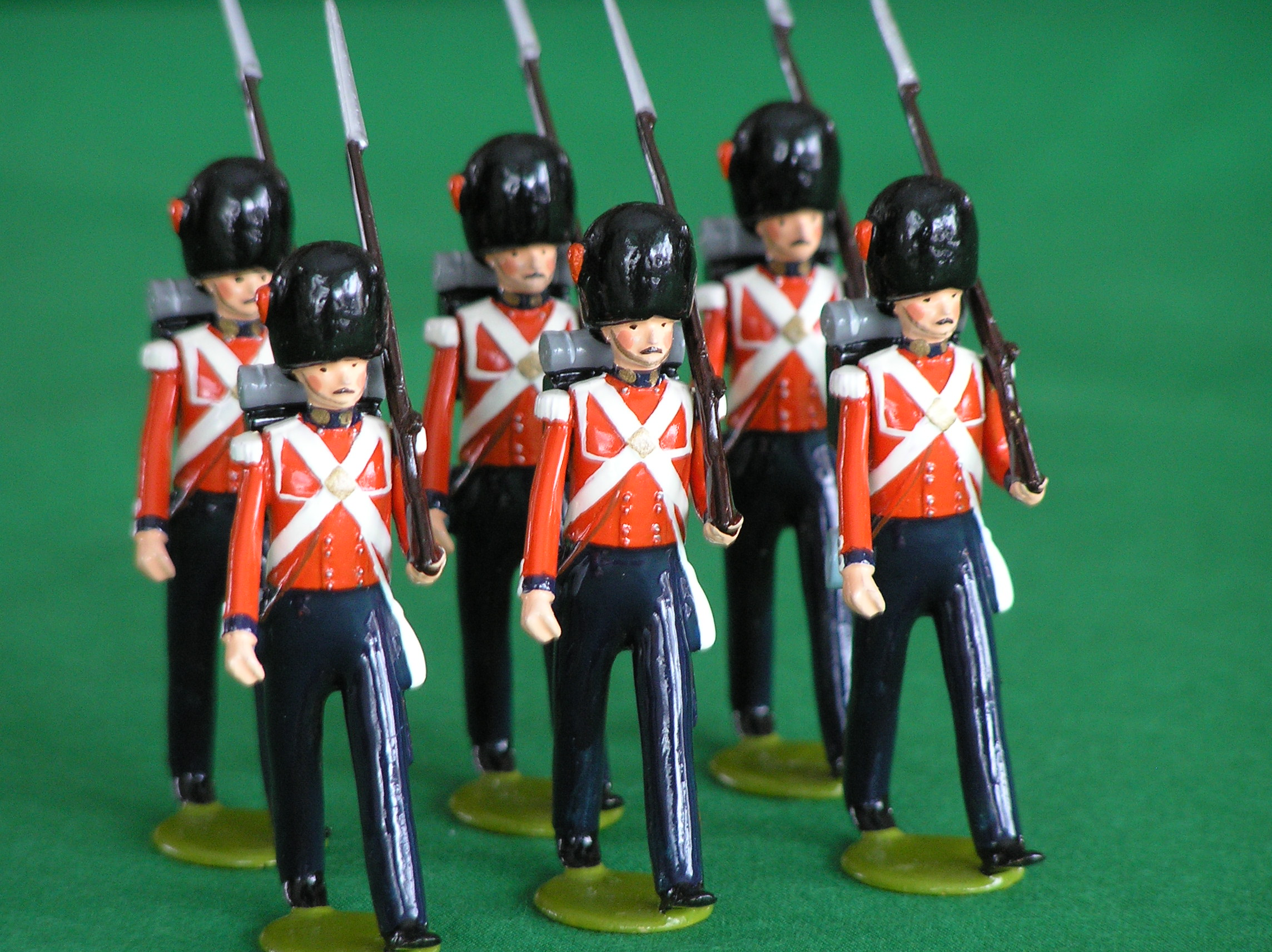
Figurines de Guards britanniques en 54 mm (1/32).

L'échelle d'une figurine est donnée en mm, c'est pourquoi on parle de taille, qui correspond à la hauteur du pied aux yeux (exemple : pour le 54 mm, la figurine mesure 54 mm du pied aux yeux, et correspond à un personnage de 1,75 m à l'échelle 1⁄32).
- Les tailles les plus courantes sont :
  - 15 mm
  - 25/28 mm
  - 30 mm pour les plats d'étain
  - 54 mm
  - 75 mm
  - 80 mm
  - 90 mm
- Les tailles plus anciennes sont :art
  - 40 mm
- Les tailles plus importantes (principalement employées pour les bustes) sont :
  - 120 mm
  - 180 mm
- Le classement par échelle fait lui référence au modélisme en général (aviation, véhicules militaires, modélisme ferroviaire...) :
  - 1/144
  - 1/87 - le «H0» du modélisme ferroviaire
  - 1/76 (OO) - 1/72
  - 1/48
  - 1/43 (O) - échelle des voitures de collection
  - 1/35 échelle la plus populaire dans le domaine militaire - 1/32
  - 1/6

Pour une collection ou la réalisation de diorama, le choix d'une échelle « type » ou « standard » s'impose pour la cohérence et le réalisme du projet modéliste ou l'homogénéité de la collection. De même, une échelle « standard » favorise la production en série, en rendant par exemple les pièces interchangeables, et permet pour le figuriniste la transformation de figurines selon le même principe.
Plus la taille est importante, plus les détails sont fins. Une petite taille par contre, permet de réaliser de « vastes » dioramas (un champ de bataille par exemple) dans des volumes raisonnables. Le 54 mm (1/32 - 1/35) constitue un bon compromis entre détails et volume et est devenue de ce fait l'échelle la plus populaire dans le domaine du modélisme militaire, qu'il se limite à la réalisation de figurines seules ou en groupes ou englobe véhicules et autres matériels militaires.

### Morphologie des figurines

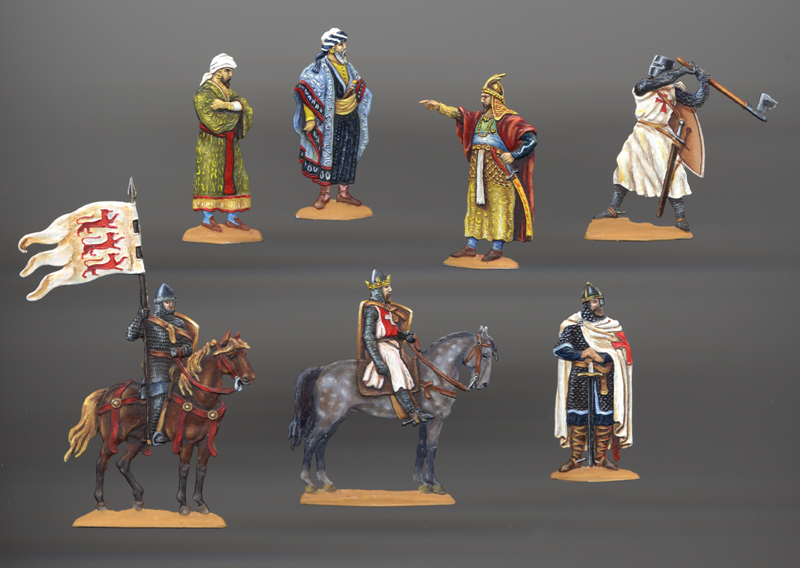
Types de plats d'étain médiévaux peints

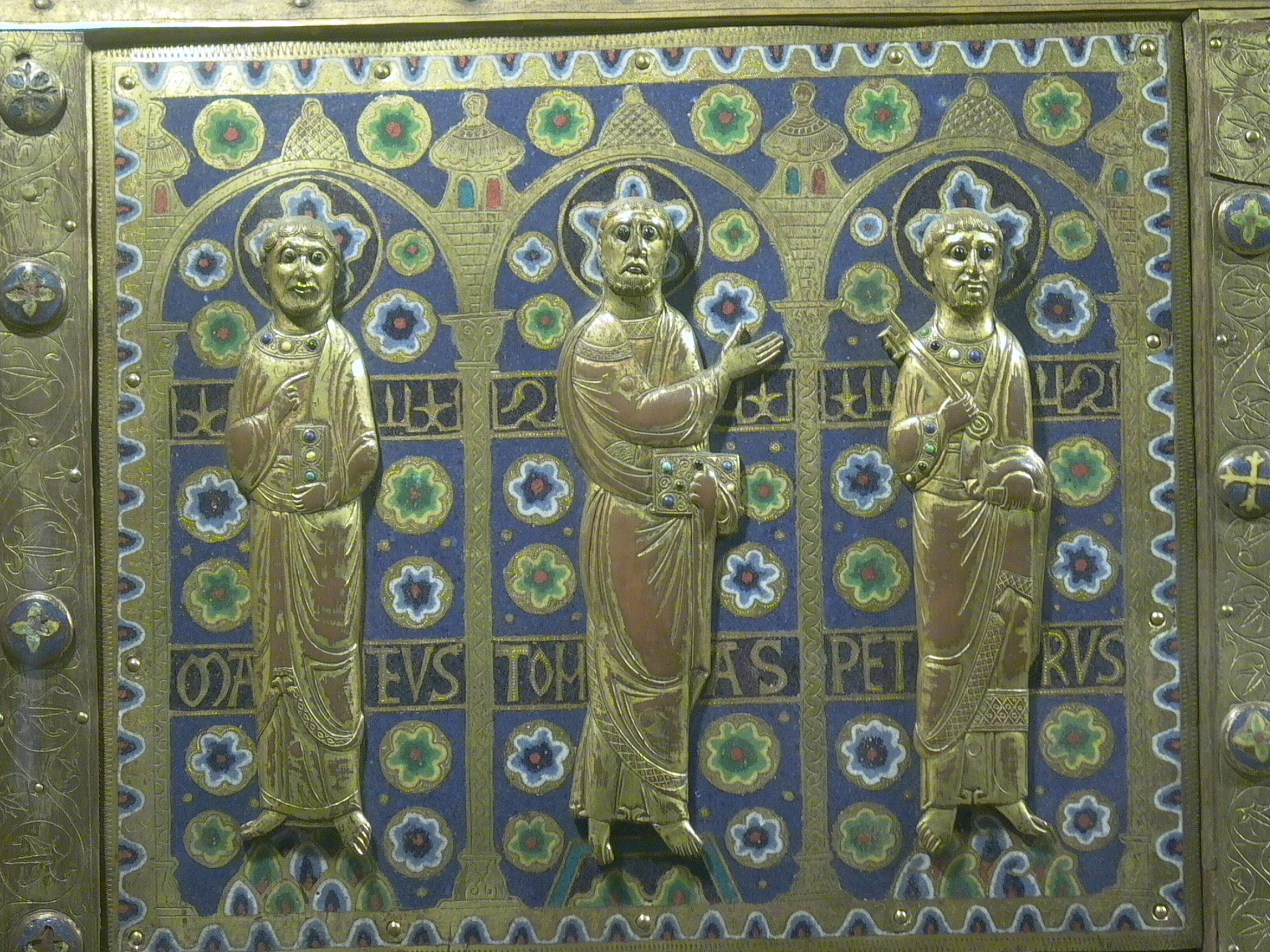
Figurines en semi ronde-bosse sur une châsse gothique

Plusieurs formes existent selon la façon dont la figurine est sculptée :
- La figurine plate : le « Plat d'Étain ».

Ces figurines sont en « quasi » 2D (épaisseur de 1 à 2 mm), et sont coulées en étain (en raison de ses propriétés physiques : l'étain peut se tordre sans casser). Le plat d'étain est très populaire en Allemagne.
Le rendu du relief va être donné par diverses techniques de peinture en trompe-l'œil.
Les plats d'étain sont apparus au XVIIIe siècle à Nuremberg et furent longtemps une spécialité des fondeurs allemands (les « Zinnfiguren »).
- La figurine « Demi ronde-bosse » (ou Demi-relief) :

C'est une figurine intermédiaire entre le Plat d'Étain et la figurine 3D. Le sujet présente un profil assez plat. Ce type de figurine devient rare. Comme bon exemple caractéristique de demi ronde-bosse, on pourrait citer les figurines bibliques figurant aux tympans des portails d'églises gothiques ou sur les côtés des châsses.
- La figurine « Ronde-bosse » ou 3D :

C'est la figurine en trois dimensions, la plus répandue.
Autrefois creuse - pour des questions de prix de revient, à une époque où la main d'œuvre coûtait peu par rapport au prix du métal, on les désignait sous le terme « plomb creux ». Nécessitant de nombreuses manipulations, ce type de figurine n'est plus fabriquée que par quelques artisans. Les premières figurines en ronde-bosse firent leur apparition à Paris à la fin de la Révolution.
Actuellement, la production de figurine est de type « pleine », plus facile à produire industriellement.

### Les matériaux et techniques de fabrication
Les figurines peuvent être réalisées en divers matériaux.
- Métaux : étain, plomb, alliage (zamak ou white-metal parfois à base d'antimoine ou de bismuth)
- Résines de synthèse : résine de sculpture
- Plastiques : PVC, polyéthylène (fréquemment utilisé pour les jouets)...

Au cours des dernières années, les collectionneurs de figurines fabriquées en thermoplastiques polyéthylène (PE) et polypropylène (PP) aussi bien que des mélanges de plastique PC/ABS ont signalé la fragilisation et désintégration des miniatures de collection ou de composantes de celles-ci.
- Pâtes de sculpture : milliput, green stuff..., les tenants de cette technique utilisant généralement un « squelette » en fils métalliques comme support[6].
- La marque française Segom fabriqua des figurines historiques à assembler et peindre en acétate de cellulose.

### Peinture sur figurines

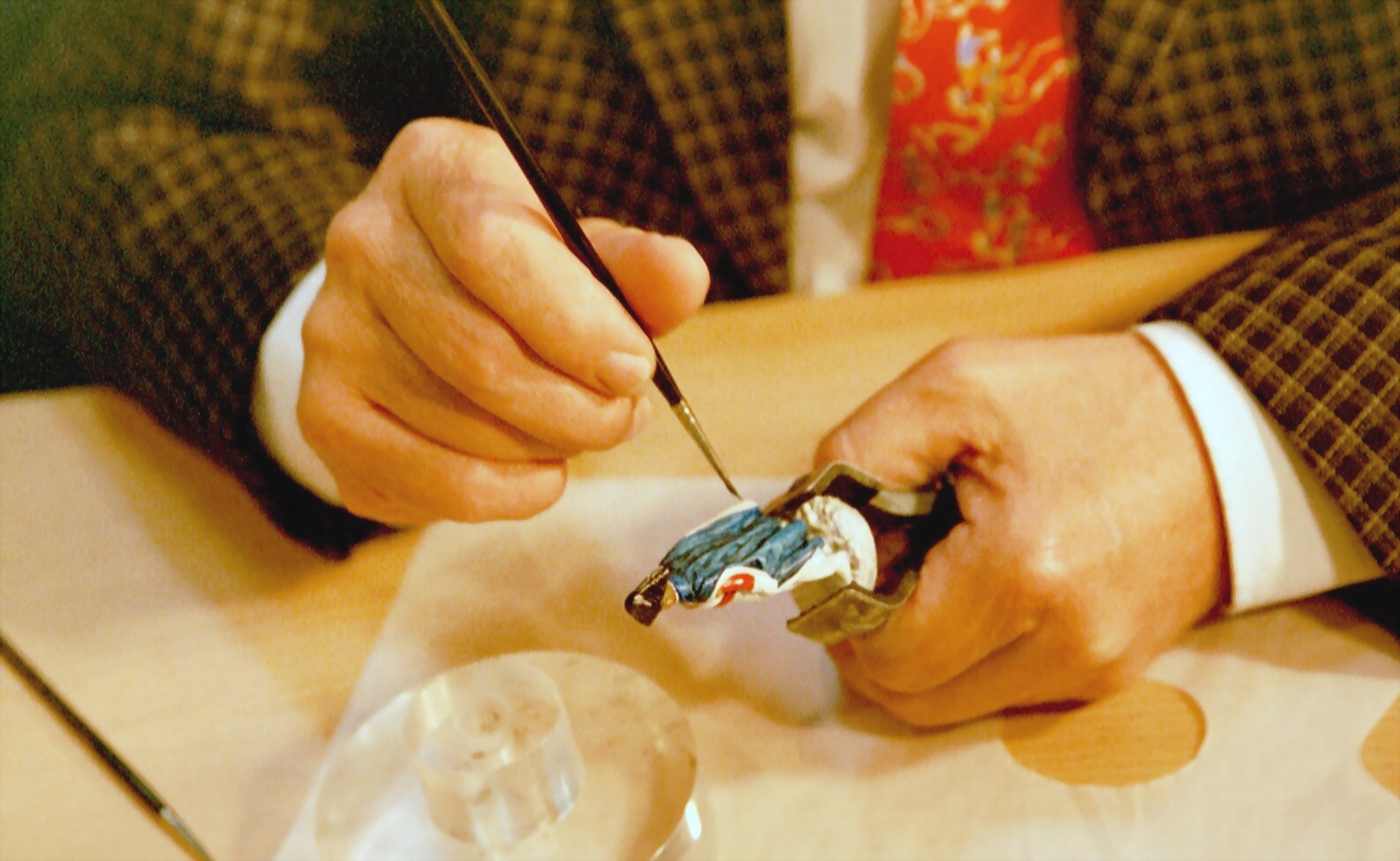
Finition artistique d'une figurine

La peinture sur figurines est une activité de loisir, internet et les revues spécialisées permettent aux collectionneurs de communiquer et de se réunir. Les peintres de figurine sont appelés figurinistes. Les figurinistes peuvent acquérir un statut professionnel, réalisant des commandes (pour des musées d'histoire par exemple), être sous contrat avec une marque de modèle réduit, ou dispensant des stages.
Diverses compétitions ou expositions sur le thème de la figurine (assemblage, peinture sur figurine) sont régulièrement organisées dans le monde, comme le trophée Golden Demon, concours de peinture de figurines organisé par Games Workshop, qui a lieu chaque année dans plusieurs pays (en France depuis 1997). Un autre évènement mondial dans le domaine est l'exposition britannique Euromilitaire qui se tient annuellement début septembre à Folkestone. La qualité des pièces présentées lors de ces évènements est en général très élevée.

### Le diorama

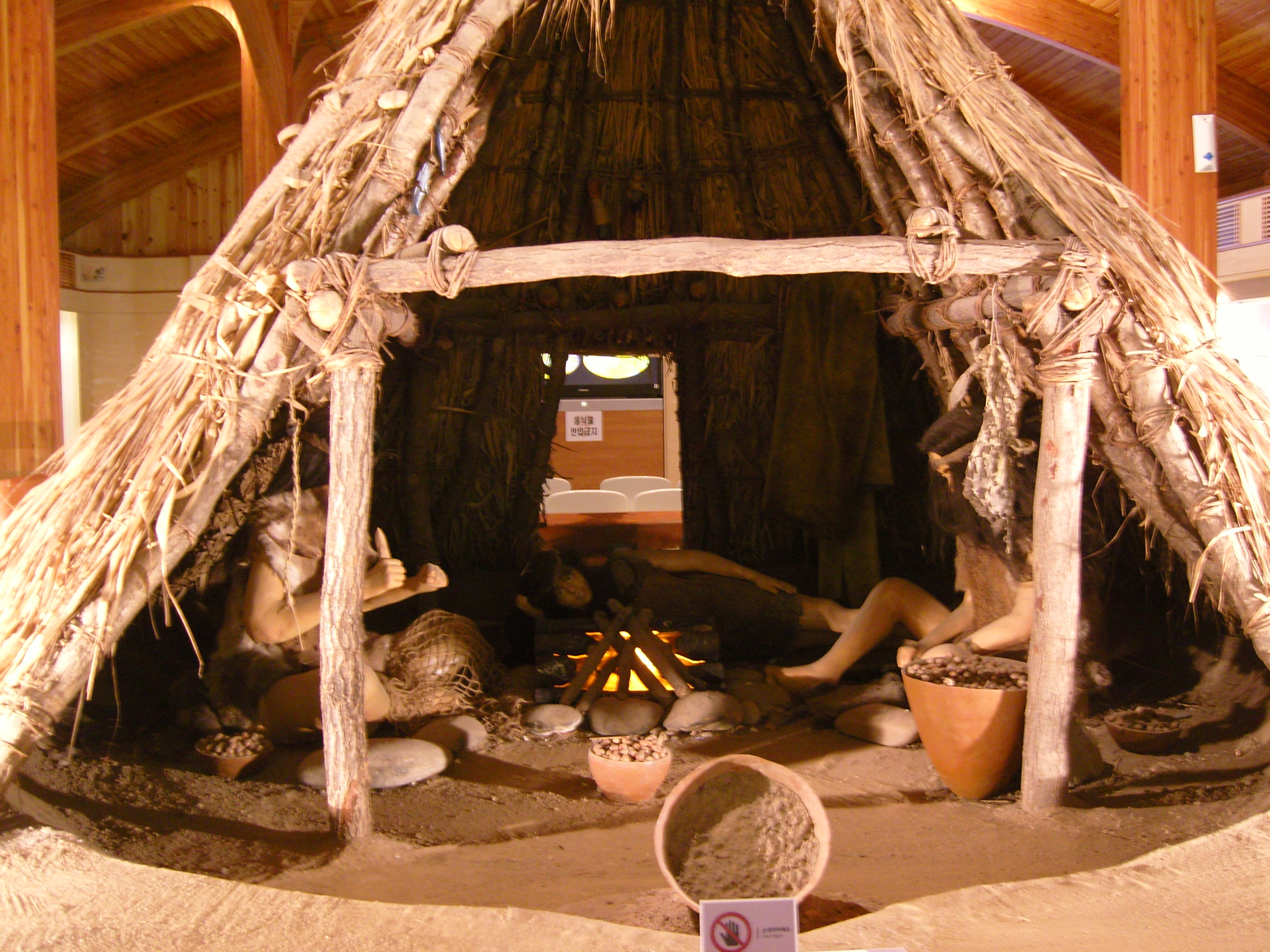
Reconstitution d'une hutte préhistorique

Le diorama permet de recréer un environnement réel ou imaginaire sous forme d'une saynète statique. C'est une technique didactique très utilisée par les musées d'histoire militaire ou de sciences naturelles ou ceux consacrés au folklore et à la vie régionale traditionnelle. Pour le figuriniste s'inspirant des mêmes principes, le diorama offre, dans le même esprit, l'opportunité de mise en situation ou de mise en scène des personnages représentés dans leur environnement contemporain : champ de bataille, intérieur de demeure historique, cadre de vie, etc.

## Figurines de collection
Aujourd'hui l'art des figurines est redevenu très populaire en France, grâce à la représentation en figurines articulées de personnages de bande dessinée, de dessin animé de films (particulièrement dans le domaine de la science-fiction, comme la saga Star Wars), collectionnables ou jouables.

## Œuvres audiovisuelles mettant en scène des figurines
- 2002 : Panique au village, série réalisée en stop-motion à partir de personnages représentés sous forme de figurines. C'est une série de 20 épisodes, produite par La Parti production, coécrite par Vincent Patar, Stéphane Aubier, Vincent Tavier et Guillaume Malandrin, réalisée pour Canal+ par Vincent Patar et Stéphane Aubier.

## Lieux consacrés à la figurine

### Musées de la figurine
Plusieurs Musées de par le monde sont consacrés à la figurine, traditionnelle ou historique :

#### Allemagne
- Historisches Zinnfiguren Museum Goslar[note 4] ;
- Deutsches Zinnfigurenmuseum Plassenburg (Kulmbach)[note 5] ;
- Museum Industriekultur Nürnberg : ce musée de Nuremberg compte dans ses collections une représentation à l'échelle du chantier de fouille du mausolée de l'empereur Qin et de sa célèbre armée en terre cuite.

#### Belgique
- Musée de la Figurine de l'abbaye de Dieleghem (fermé depuis quelques années).
- Museum of original figurines dans la rue du marché aux herbes à Bruxelles : musée exclusivement réservé aux figurines issues de la bande dessinée[8].

#### Égypte
- Musée du Caire : le musée du Caire présente de très riches collections de figurines anciennes égyptiennes, notamment les figurines de soldats trouvées dans la tombe de Mesehti.

#### Espagne
- Museo de miniaturas militares - Ciudadela de Jaca (Huesca)
- Museo de Soldaditos de Plomo L’Iber (Valencia)
- Museo Valenciano del Juguete de Ibi (Alicante)
- Museo de figuras de Sepúlveda (Segovia)
- Museu del Joguet de Catalunya - Figueres (Girona)
- Museo de Juguetes de Albarracín (Teruel)
- Museu d'Història de la Joguina - St. Feliu de Guixols(Girona)
- Museo Casa Muñecas (Málaga)
- Museo de los Soldaditos de Plomo (Valencia)
- Museo de Muñecas de Palma (Mallorca)

#### France
- Musée des Santons du Monde à Agde[note 6]
- Musée de la Figurine historique de Compiègne[note 7]
- Musée de la figurine de Tulette (Drôme)
- Palais de la Miniature et du Diorama (Lot)

#### Italie
- Musée des figurines historiques à Calenzano (Florence)[9]

#### Suisse
- Zinnfiguren Museum Zurich[note 8]

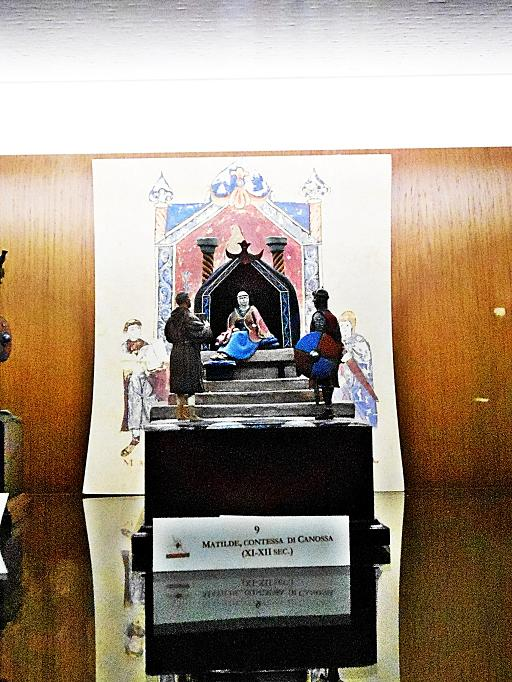
Diorama de « L'umiliation du Canossa » XIe siècle, dans le musée des Figurines historiques à Calenzano (Florence, Italie)

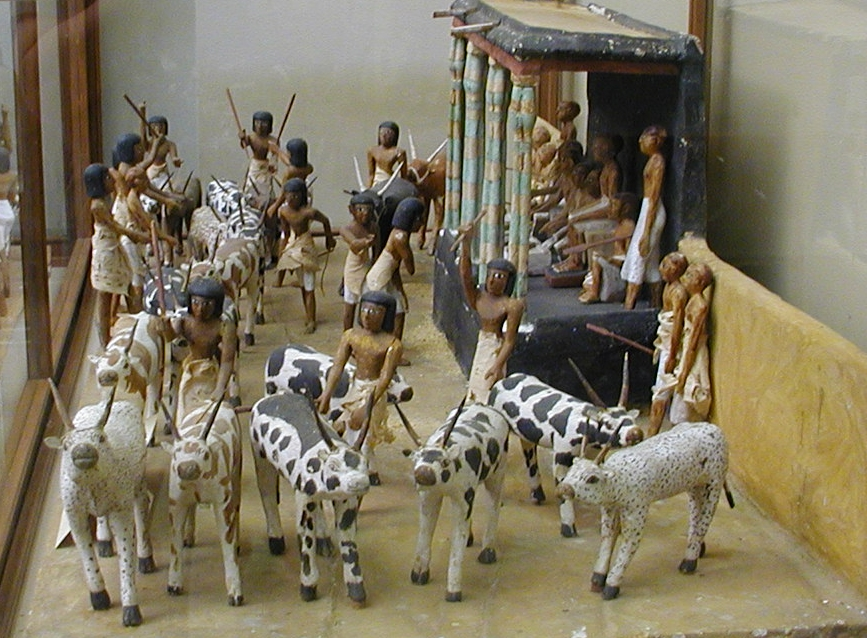
Figurines égyptiennes antiques en bois polychrome du Musée du Caire.
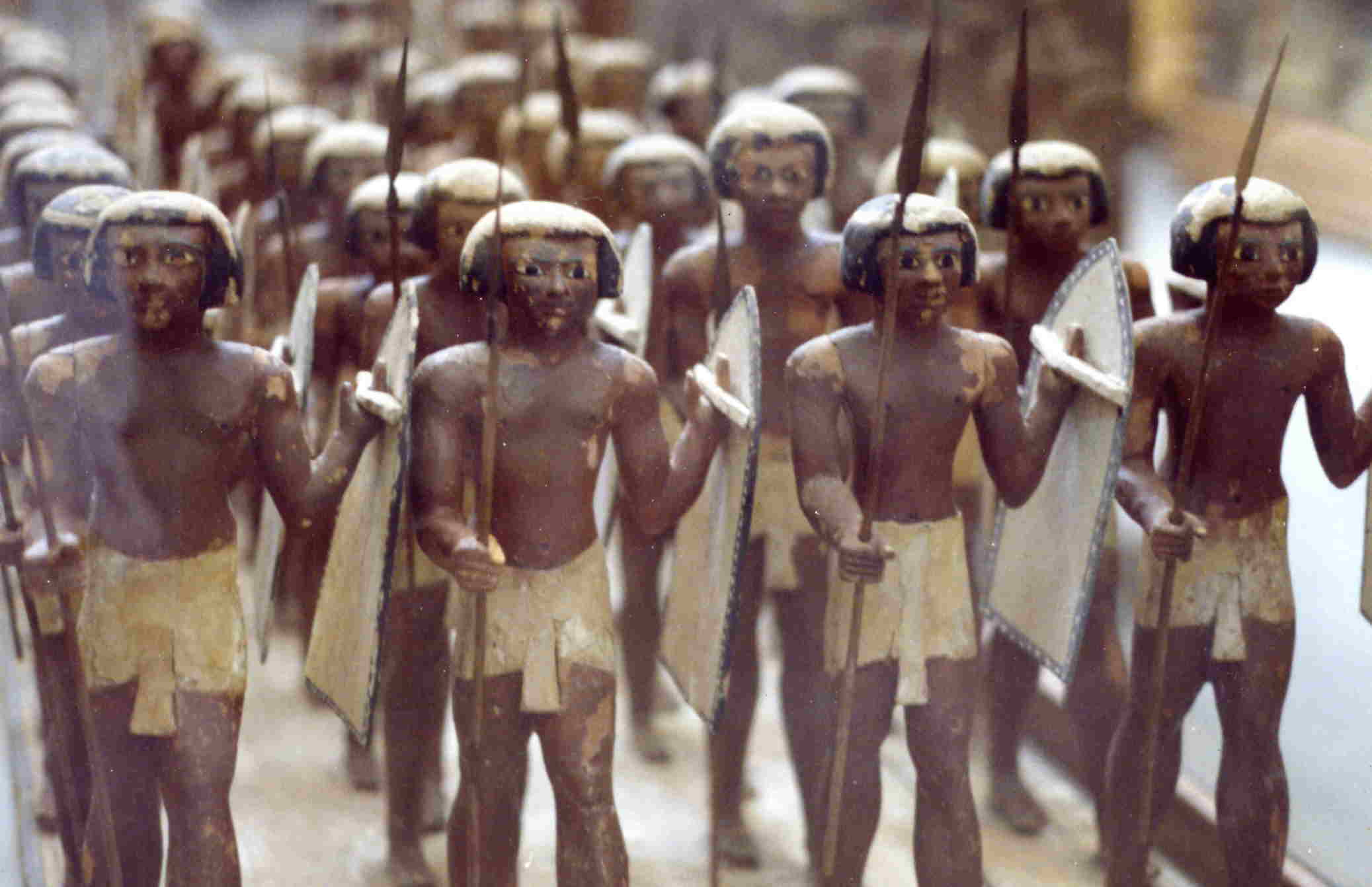
Figurines de soldats égyptiens provenant de la tombe de Mesehti (XIe dyn.) au musée du Caire.
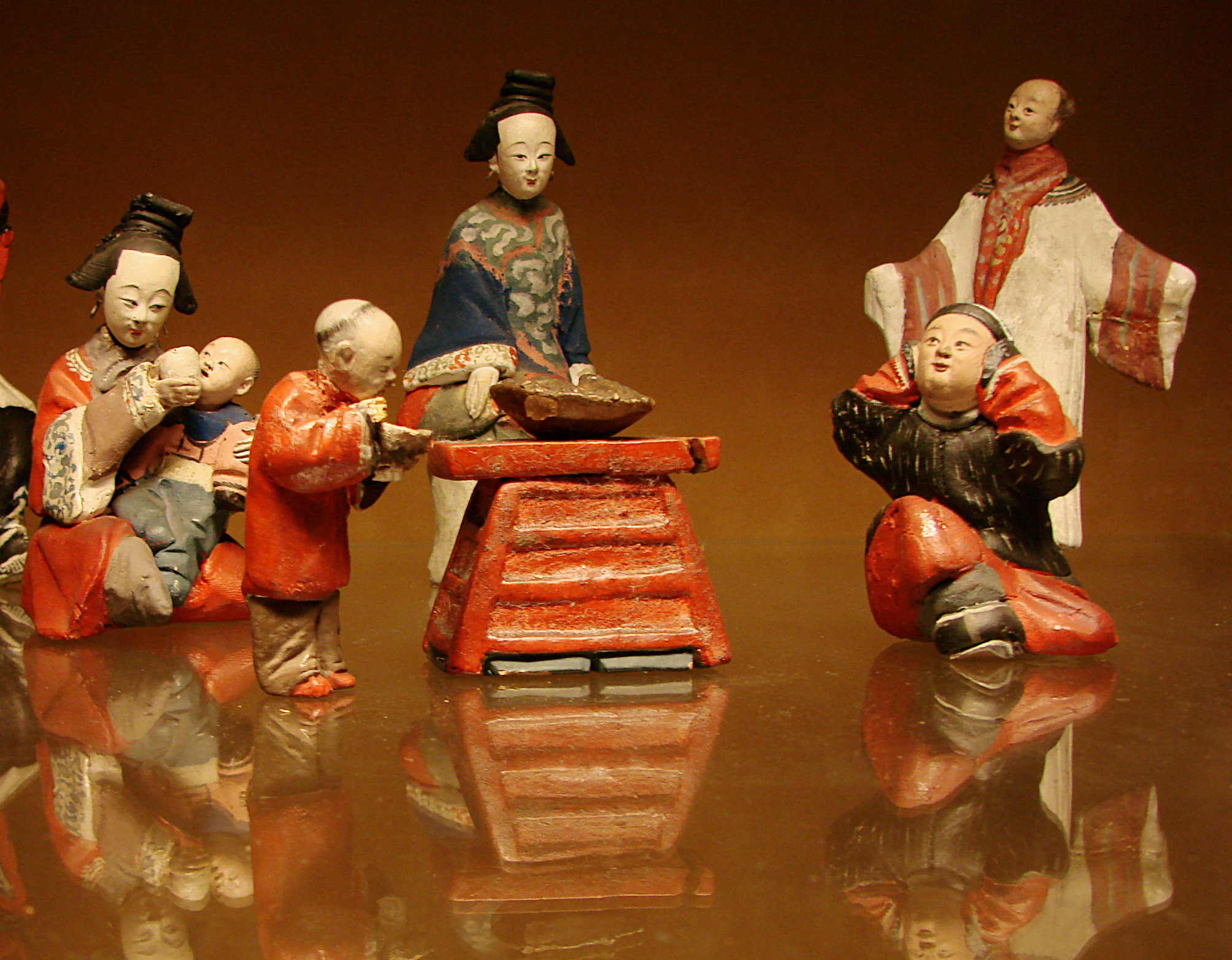
Pièces exposées au musée de Compiègne.
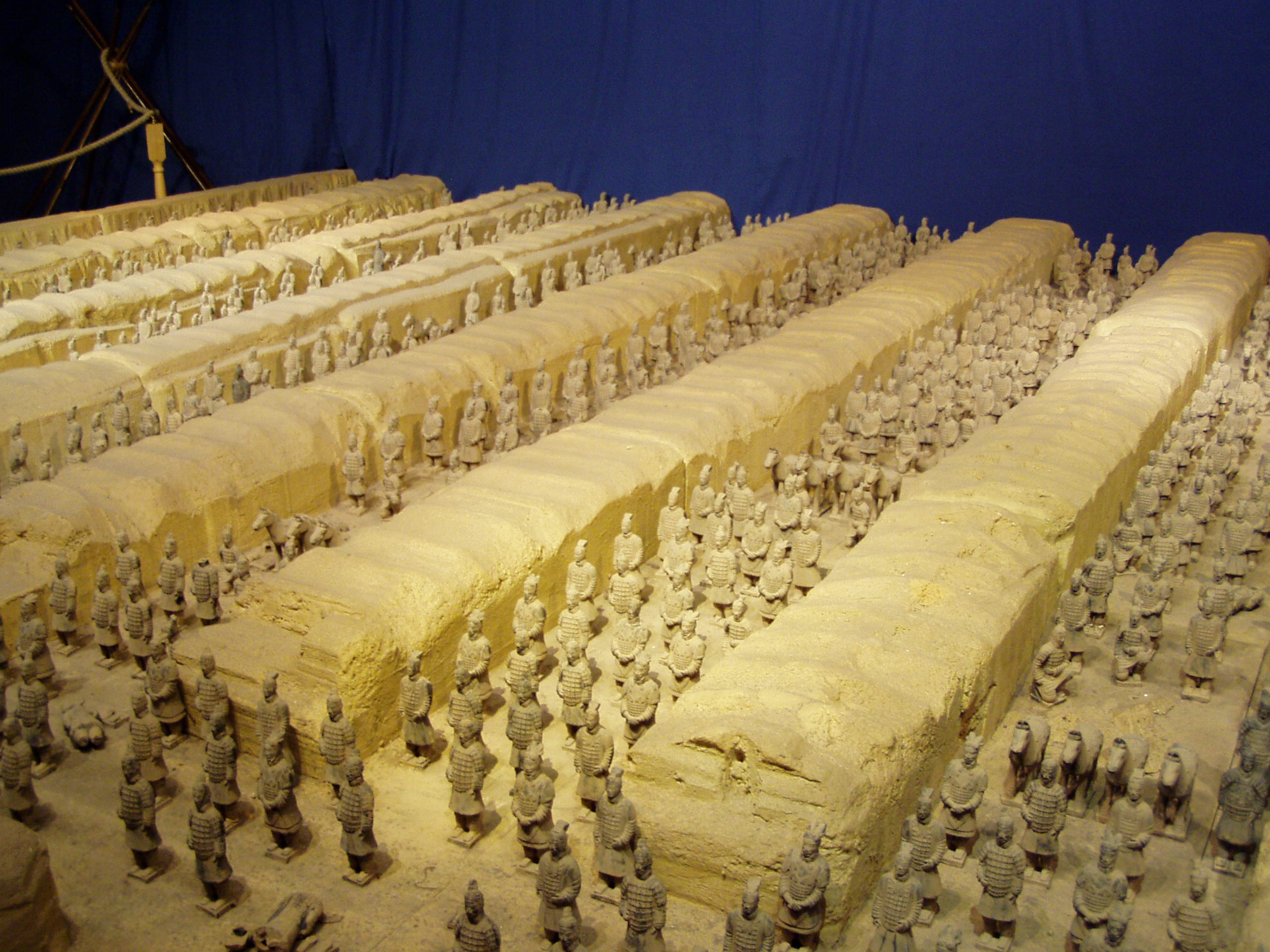
L'armée de l'empereur Qin en miniature au musée de Nuremberg.

### Presse, salons et rencontres
- Salon du modélisme (Paris, Porte de Versailles)
- Expositions et concours : Villes de Sèvres (www.ville-sevres.fr) et de Montrouge (www.afm-montrouge.com)
- Magazine Figurines (6 n° par an)
- Magazine Figure International (4 n° par an, 6 langues différentes) http://www.figureinternational.com/
- Association « Les amis de la figurine et de l'histoire », (185, rue du Château des rentiers, Paris 13e)